# مال‌خر

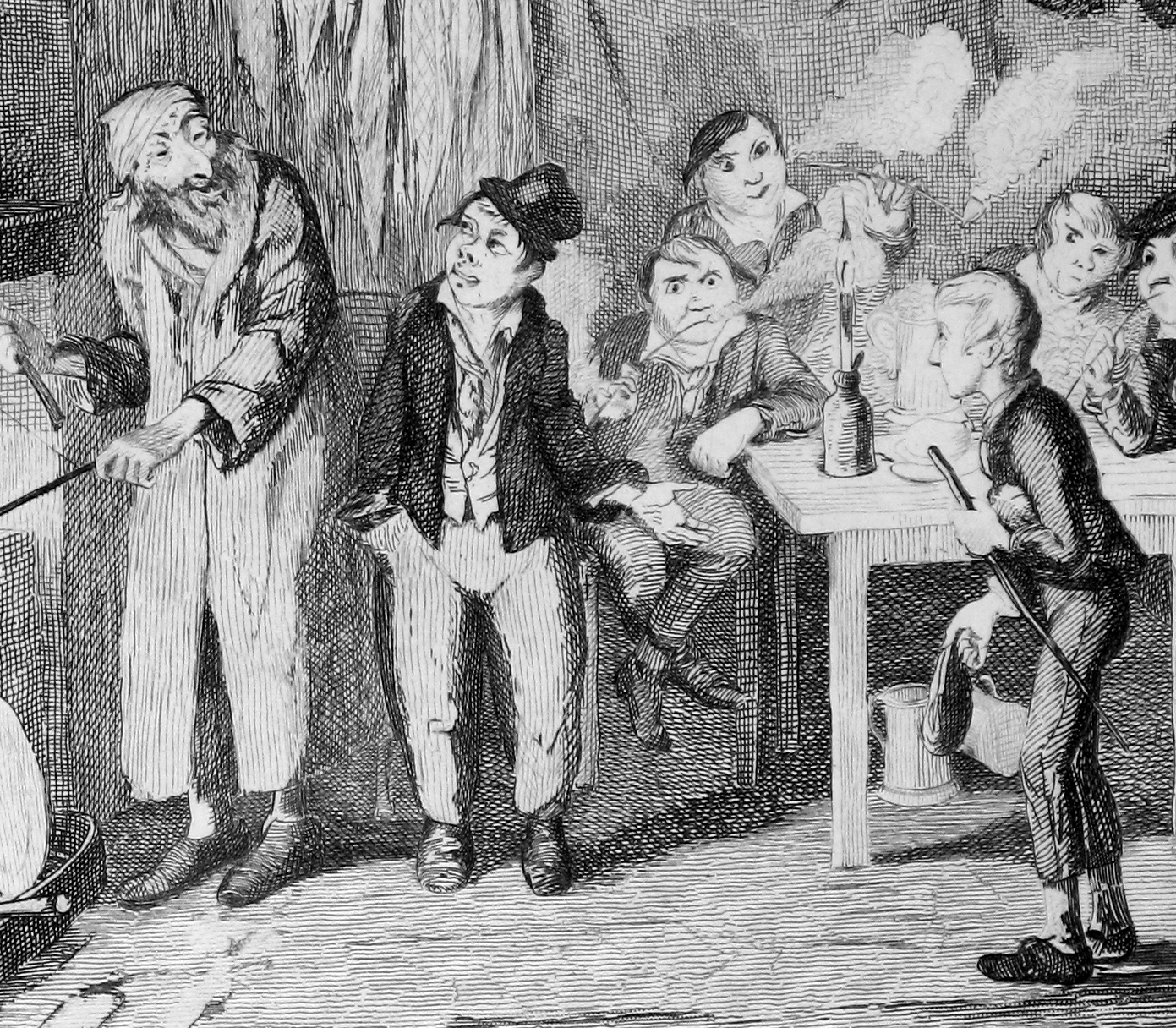
در داستان الیور تویست، فاگین (نفر آخر سمت چپ) مال خری است که کودکان بی خانمان را خریداری می‌کند.

مال‌خر (انگلیسی: Fence) کسی است که به صورت غیرقانونی کالاهای دزدی، قاچاق یا غیرمجاز را خریداری می‌کند و به عنوان واسطه به کسان دیگری می‌فروشد. خریداران نهایی معمولاً از غیرمجاز بودن کالاها آگاه نیستند. مال خری در کشورهای مختلف جرم محسوب می‌شود و مجازات قانونی دارد.